# 全民公敵調查局
《全民公敵調查局：破解宋楚瑜老爪耙仔迫害集團》是1999年12月由前中華民國法務部調查局臺北市調查處中山調查站調查員白瑄所編寫的一本書，內容主要是描述與調查局相關的社會黑幕，將調查局描述為深層政府。

## 內容
此書指控，在民主進步黨中，謝長廷、江鵬堅等人都曾是調查局「諮詢委員」（線民），張俊雄、李應元、沈富雄與李文忠也跟調查局關係匪淺；尤其是謝長廷與前調查局臺北市調查處處長鄒紓予交情很好，鄒紓予還在1986年謝長廷首次參選立法委員時交給他新臺幣50萬元及茶葉6包。白瑄在此書最後寫道，他在1998年直接到漢來大飯店請謝長廷說明擔任調查局線民這件事，謝長廷臉色變得「驚慌慘白」。由於內容的關係，當時沒有出版社願意出版此書；最後是由許榮棋主辦的臺灣之聲廣播電臺出版此書，並將此書列為《世紀大騙局系列叢書》創始號。而由於失火的關係，目前該書庫存所剩無幾，東森新聞於2008年2月找出該書僅存的一本。2008年2月13日，許榮棋表示，證實謝長廷是調查局諮詢委員的調查局機密公文早就流出，民進黨卻無人敢處理，可見陳水扁政府執政後民進黨根本都是打假球。2021年10月19日，《新華澳報》社長兼總編輯林昶表示，他在2000年5月透過朋友關係購得該書，「此書不在書店公開擺售」。
此書封底，白瑄寫道：「在我擔任調查員任內，曾經參與民進黨的組黨工作；所以在我眼裡，台灣沒有真正的反對黨！」此書詳細記載1986年民進黨組黨始末，白瑄表示，因此他相當清楚台灣所謂的「民主運動」是怎麼一回事，「一切完全都是騙局」。此書第六章更訪問當時擔任中華民國總統蔣經國侍衛的士林官邸無線電隨從「鐵金剛」口述歷史，鐵金剛說，他真的一直沒有想到，民進黨的整個組黨過程，是蔣經國一手主導的。鐵金剛說，在黨外運動或現在民進黨的高層人物中，應該有好幾個國防部軍事情報局安排的人在裡面。鐵金剛披露，「像以前朱高正和蔣經國的關係就很微妙」，朱高正曾經多次秘密進入七海官邸直接與蔣經國面談；美麗島事件爆發後，他是奉蔣經國命令前往高雄市下達蔣經國手諭的幾組警衛之一，「當時我們那一組就是負責去教訓朱高正，制止他繼續把美麗島事件擴大」。
此書第60頁提到，民進黨新潮流系很多人都曾經是調查局線民：「美麗島事件以後，一些從事學生運動或編寫反對刊物出身的政治新秀，像邱義仁、林濁水、李文忠、賴勁麟、謝明達、廖永來、陳正德等人，大多都是由調查局經由類似的管道所吸收。」
此書提到，1984年，調查局臺北市調查處處長鄒紓予經由一位女性調查員安排，在臺北市中山北路一段巷子裡的日本料理店「通天閣」設宴，以日本料理款待後來的首任民進黨主席江鵬堅。
此書版權頁提到，許榮棋、白瑄與李承龍共同主持臺灣之聲廣播電臺節目，歡迎收聽。

## 篇章
全書共分十一章：
- 第一章：調查局的國家認同問題
- 第二章：調查局的黑單位
- 第三章：線民篇
- 第四章：監聽篇
- 第五章：謀略篇
- 第六章：民進黨組黨的經過
- 第七章：調查局如何監控社會運動
- 第八章：調查局如何操縱司法
- 第九章：對調查局改革的建議
- 第十章：對總統大選的分析
- 第十一章：元大證券官商勾結舞弊案

## 影響
2004年10月6日，《新新聞》第917期刊登黨外運動人士楊祖珺的文章，顛覆民進黨官方版黨史。
2009年10月7日，前國民大會代表張春男發表文章《台灣主權宣告書》，提到：「現在的台灣並沒有一個真正站在台灣人立場的有力政治團體，台灣人所支持的民進黨可能實際上是由外來政權的特務單位所操控。……諸多證據證實民進黨可能被特務單位滲透控制，證之民進黨本身從不追查真相、也從未澄清其清白；更有甚者，民進黨執政八年，居然從不立法禁止特務滲透，也不清除潛伏的特務。若非整個民進黨是被操控，則難以解釋何以如此。……看來，民進黨是在高雄事件，國民黨把台灣人支持的黨外（人士）抓光之後，由滲透進去填補黨外真空的特務控制人員所操控的。」
2010年3月14日，前民進黨主席施明德表示，他曾說，他確信美麗島事件辯護律師團至少二人是調查局幹員、且當過民進黨主席；但他強調，「是『至少』喔！其實是兩個人以上，分別是警備總部及國安局的線民」。他說，他手中都握有證據，歡迎謝長廷等人提告。他說，當年這些人，後來在民進黨內位高權重，每年參與選舉，陸續把創黨元老一一幹掉、甚至趕出民進黨；民進黨執政，轉型正義始終做不好，就是怕打開檔案一看，「怎麼都是自己人」。（2010-03-15中國時報《施明德：抓耙子事件 創黨元老皆知》）
2021年10月28日，針對民進黨組黨歷史，施明德之妻陳嘉君說，2000年至今，所有美麗島事件辯護律師，無論官位多大，都不給真相；她質問，為什麼民進黨那麼怕真相，「害怕民進黨是臥底特務建立的黨嗎？」
2023年8月19日，美麗島事件人士紀萬生在Facebook發文批評民進黨：「民進黨很多政客，在白色恐怖時期，當特務爪耙子、線民，或受國民黨卵翼之下，家業興旺；他們看到那些為台灣奮戰的政治受難者，心中有愧，乾脆採取心理反斥作用。……惡棍都以愛國作幌子，鯨吞蠶食，掏空台灣。派系演變成利益大於黨、大於國家，盤據掌控台灣的哥吉拉。」

## 外部連結
- 臺灣之聲的線上全文（页面存档备份，存于）